# Carla Sozzani
Carla Sozzani (Mantua, 1947) is een Italiaans onderneemster, tijdschriftredactrice en galeriehoudster. Ze is oprichter van Galleria Carla Sozzani en bedenker van de conceptstore 10 Corso Como.

## Biografie
Sozzani werkte gedurende twintig jaar als redactrice van modetijdschriften. In 1989 opende zij Galleria Carla Sozzani in Milaan. In 1991 opende 10 Corso Como, een conceptstore rond kunst en mode. In 2016 maakte zij haar eigen kunstcollectie Fondazione Sozzani, nadat ze al meerdere jaren de Fondation Azzedine Alaïa had geleid.
In 2020 ontwikkelde Sozzani samen met Frits Hansen de nieuwe kleuren voor de Arne Jacobsen-stoelen.
Haar jongere zus Franca Sozzani werkte jarenlang bij Vogue Italia als hoofdredacteur.